# Travis Jones
Travis Jones (Irwinton, 6 giugno 1972) è un allenatore di football americano statunitense che svolge il ruolo di allenatore della linea difensiva dei Seattle Seahawks della National Football League (NFL).

## Carriera da allenatore
Jones iniziò la carriera di allenatore nella NFL come assistente dell'allenatore della linea difensiva dei Miami Dolphins nel 2005. Nel 2006 passò al ruolo di allenatore dei linebacker e nella stagione successiva dei defensive end. Dal 2008 al 2012 fu l'assistente allenatore della linea difensiva dei New Orleans Saints che nel 2009 vinsero il Super Bowl XLIV. Nel 2013 passò ai Seattle Seahawks come allenatore della linea difensiva, vincendo subito il Super Bowl XLVIII per 43-8 contro i Denver Broncos.